# 2 de 6
El 2 de 6, o torre de 6, és un castell de 6 pisos d'alçada i dues persones per pis en el seu tronc, excepte els dos darrers pisos, compostos per l'acotxador i l'enxaneta. Aquests dos castellers que coronen el castell són els únics de tots els que s'enfilen en la construcció que baixen per la rengla oposada a la que han pujat.
Depenent de la zona geogràfica on es troba la colla que el realitza, es pot anomenar 2 de 6 o bé torre de 6. Així doncs, les colles que es troben al sud de l'àrea on es practiquen els castells tendeixen a anomenar-lo "2" i les del nord "torre". Molts aficionats castellers el consideren un castell de la gamma de 7, tot i tenir un pis menys.

## Variants
Aixecat per sota

## Galeria d'imatges

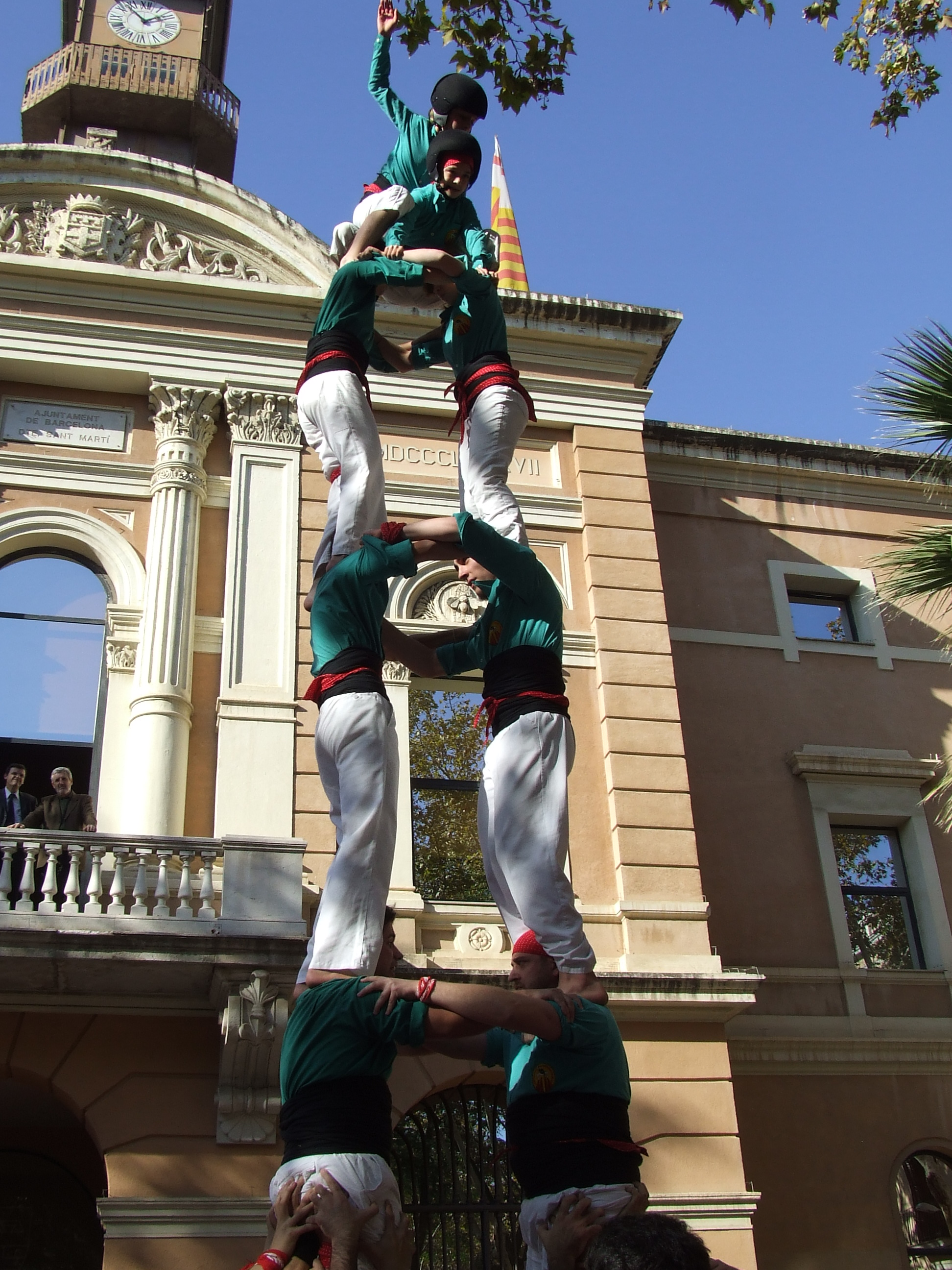
2 de 6 dels Castellers de la Sagrada Família
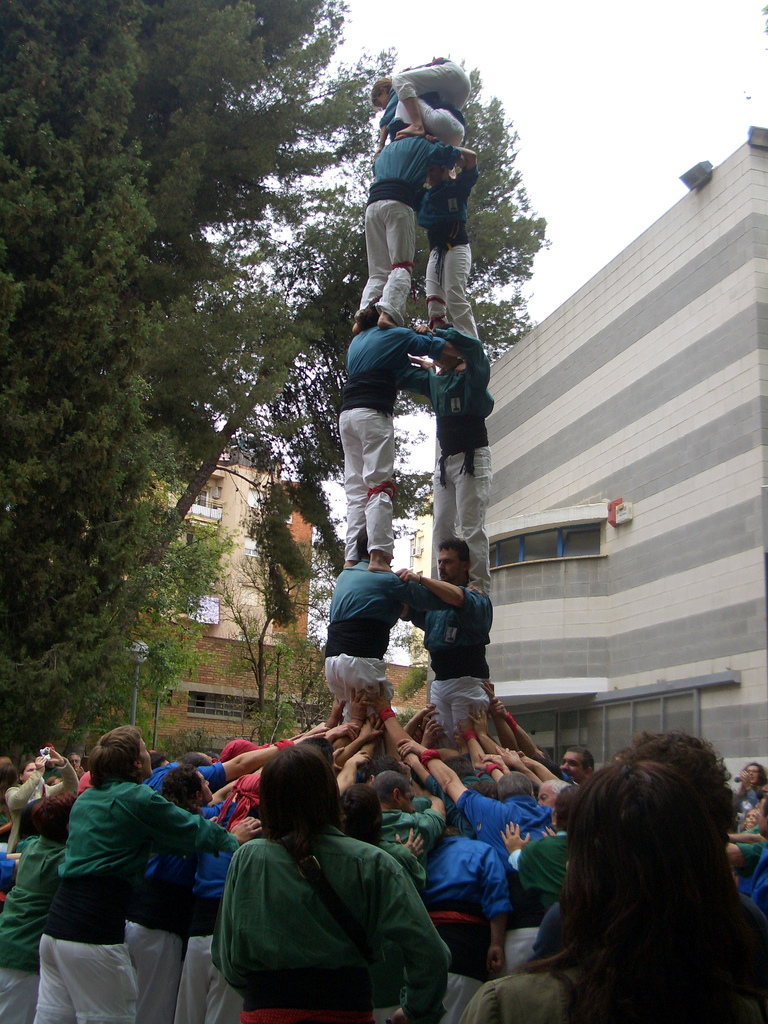
2 de 6 dels Castellers de Caldes de Montbui
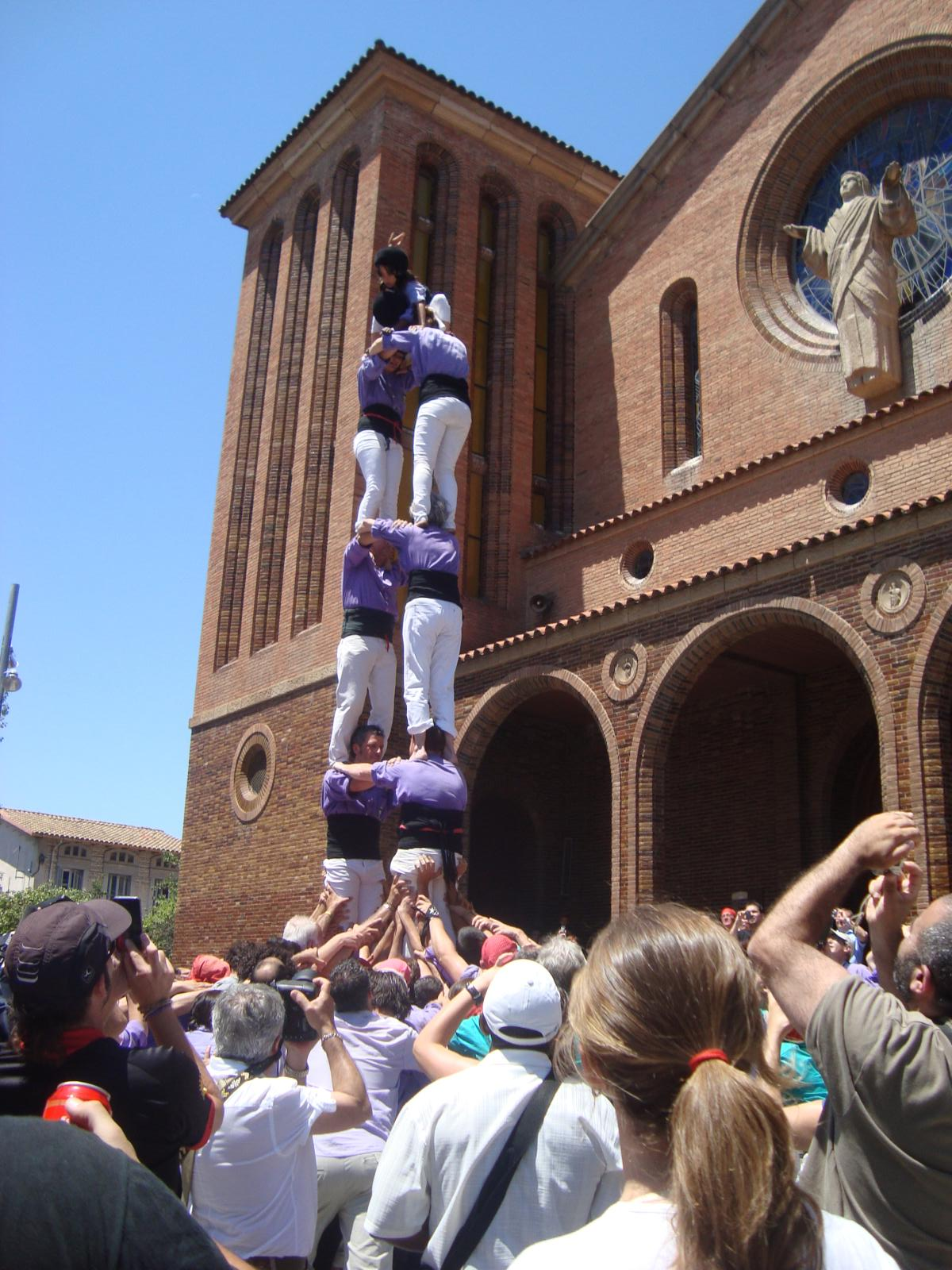
2 de 6 dels Castellers de Cornellà